# Kłamstwa na sprzedaż
Kłamstwa na sprzedaż – amerykański serial, wyprodukowany przez Crescendo Productions, Totally Commercial Films, Refugee Productions, Matthew Carnahan Circus Products oraz Showtime Newtorks i emitowany w stacji Showtime od 8 stycznia 2012 roku. Serial na podstawie powieści Martina Kihna "House of Lies: How Management Consultants Steal Your Watch and Then Tell You the Time"
1 czerwca 2012 telewizja n udostępniła serial w Polsce w usłudze VOD.
19 lutego 2014 roku stacja Showtime zamówiła oficjalnie 4 sezon serialu, który będzie składał się z 12 odcinków. Premiera czwartego sezonu jest przewidziana na 2015 roku

17 marca 2016 roku, stacja Showtime ogłosiła zakończenie produkcji serialu po 5 sezonie, który będzie finałowym sezonem

## Fabuła
Serial ukazuje pracę firm konsultujących specjalizujących się w rozwiązywaniu problemów z zarządzaniem, szczególnie skupia się na grupie Marty'ego Kaana i jego przyjaciołach: Jeannie, Clyde i Dougu, pracujących w firmie Galweather & Stearn.

## Obsada

### Główni bohaterowie
- Don Cheadle jako Marty Kaan
- Kristen Bell jako Jeannie van der Hooven
- Ben Schwartz jako Clyde Oberholt
- Josh Lawson jako Doug Guggenheim
- Dawn Olivieri jako Monica Talbot
- Donis Leonard Jr. jako Roscoe Kaan
- Glynn Turman jako Jeremiah Kaan

### Bohaterowie drugoplanowi
- Greg Germann jako Greg Norbert
- Anna Camp jako Rachel Norbert
- John Aylward jako K. Warren McDale
- Richard Schiff jako Harrison "Skip" Galweather
- Mo Gaffney jako Principal Gita
- Megalyn Echikunwoke jako April
- Griffin Dunne jako Marco Pelios (The Rainmaker)

## Nagrody

### Emmy
- (nominacja) Najlepszy aktor w serialu komediowym - Don Cheadle

### Critics’ Choice Television
- (nominacja) Najlepszy aktor w serialu komediowym - Don Cheadle